# Lalevade-d'Ardèche
Pour les articles homonymes, voir Ardèche.
Lalevade-d'Ardèche est une commune française, située dans le département de l'Ardèche en région Auvergne-Rhône-Alpes.
Les habitants sont appelés les Levadois et les Levadoises.

## Géographie

### Situation et description
Le territoire de Lalevade-d'Ardèche est situé en rive droite de la rivière Ardèche, en aval de la commune de Pont-de-Labeaume et du confluent avec la Fontaulière, et en amont du confluent avec le Salyndres (ruisseau).
La localité est la moins étendue du département de l'Ardèche avec une superficie de seulement 227 hectares. Ancien siège de la communauté de communes Porte des Hautes Cévennes Ardéchoises, elle est rattachée la communauté de communes Ardèche des Sources et Volcans depuis le 1er janvier 2014.

### Climat
Pour des articles plus généraux, voir Climat d'Auvergne-Rhône-Alpes et Climat de l'Ardèche.
En 2010, le climat de la commune est de type climat méditerranéen franc, selon une étude du CNRS s'appuyant sur une série de données couvrant la période 1971-2000. En 2020, Météo-France publie une typologie des climats de la France métropolitaine dans laquelle la commune est exposée à un climat de montagne ou de marges de montagne et est dans une zone de transition entre les régions climatiques « Provence, Languedoc-Roussillon » et « Sud-est du Massif Central ».
Pour la période 1971-2000, la température annuelle moyenne est de 12,4 °C, avec une amplitude thermique annuelle de 17,4 °C. Le cumul annuel moyen de précipitations est de 1 275 mm, avec 7,8 jours de précipitations en janvier et 4,8 jours en juillet. Pour la période 1991-2020, la température moyenne annuelle observée sur la station météorologique de Météo-France la plus proche, sur la commune de Vals-les-Bains à 4 km à vol d'oiseau, est de 13,5 °C et le cumul annuel moyen de précipitations est de 1 250,4 mm,. Pour l'avenir, les paramètres climatiques de la commune estimés pour 2050 selon différents scénarios d'émission de gaz à effet de serre sont consultables sur un site dédié publié par Météo-France en novembre 2022.

### Hydrographie
La partie septentrionale du territoire communal est longé par l'Ardèche, affluent droit du Rhône de 125,1 km de longueur, qui a donné son nom au département

### Voies de communication et transports
Jusqu'en 1982, Lalevade-d'Ardèche était le terminus d'une ligne de chemin de fer venant du Teil et passant par Aubenas : la Ligne Vogüé - Lalevade. Un prolongement de la ligne jusqu'au Puy était déjà projeté avant 1870. De nombreux ouvrages d'art avaient été mis en chantier à partir de 1906, mais la Première Guerre mondiale a stoppé le projet, du moins du côté ardéchois. Le complexe de tunnels de la Gravenne de Montpezat n'a pu être mené à terme. Le tunnel du Roux, achevé, a été ouvert à la circulation automobile. Le service voyageur a cessé en 1969. L'ancienne gare de Lalevade est propriété de la commune et abrite des services administratifs intercommunaux.
Le territoire communal est traversé par la route nationale 102 (RN 102) qui la relie à l'autoroute A75 au niveau de la commune de Lempdes-sur-Allagnon.

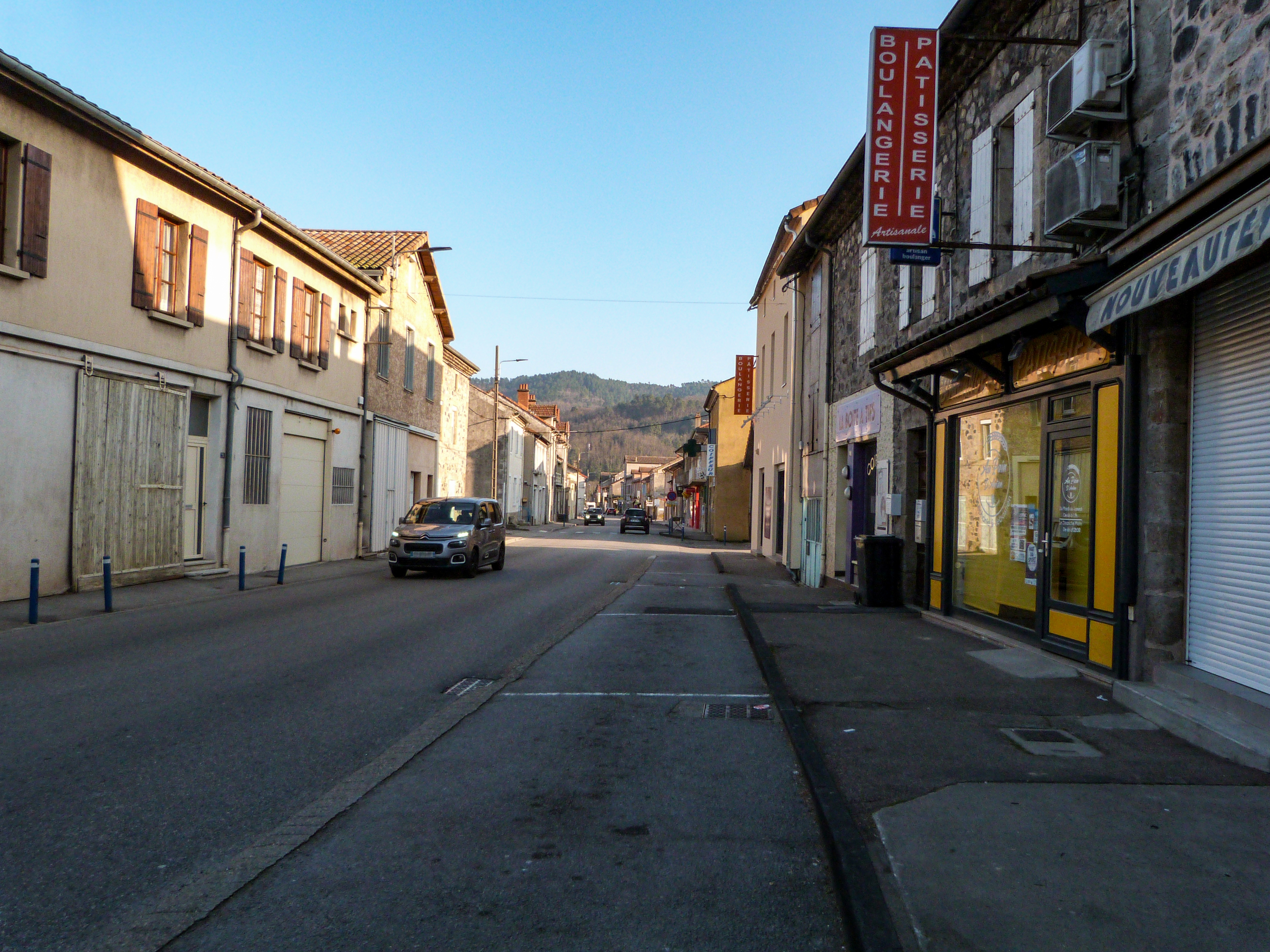
La RN102, rue principale.

### Voies communales
Voies communales classées suivant la délibération municipale du 9 juillet 2019 :
| 101) Place de la Paix | 102) Place du 14 juillet | 103) Place de la Combale |
| 104) Place de la Gare |                          |                          |

| 1) Rue des Ecoles        | 2) Rue du Touzet           | 3) Rue du Stade           |
| 4) Rue Bonnaure          | 5) Rue de la Cane          | 6) Rue du Planas          |
| 7) Route de Prinsard     | 8) Rue des Cités           | 9) Rue de l'Eglise        |
| 10) Rue de la Mairie     | 11) Rue du 14 juillet      | 15) Allée de Vals         |
| 16) Allée de l'Avenir    | 17) Allée des Prades       | 18) Allée des Marronniers |
| 19) Chemin des Prades    | 20) Chemin de la Plage     | 21) Chemin des Mines      |
| 22) Route du Blanchon    | 23) Route des Terrisses    | 24) Chemin du Perdu       |
| 25) Impasse Halary       | 26) Impasse des Mineurs    | 27) Impasse du Maset      |
| 28) Avenue de la Gare    | 29) Avenue Centrale        | 30) Route du Puy          |
| 31) Impasse de la Source | 32) Impasse de la Penderie | 33) Impasse des Adreyts   |
| 34) Rue du Moulin        | 35) Chemin de Valentine    | 36) Chemin des Pompiers   |
| 37) Impasse des Mésanges | 38) Impasse des Oliviers   |                           |

## Urbanisme

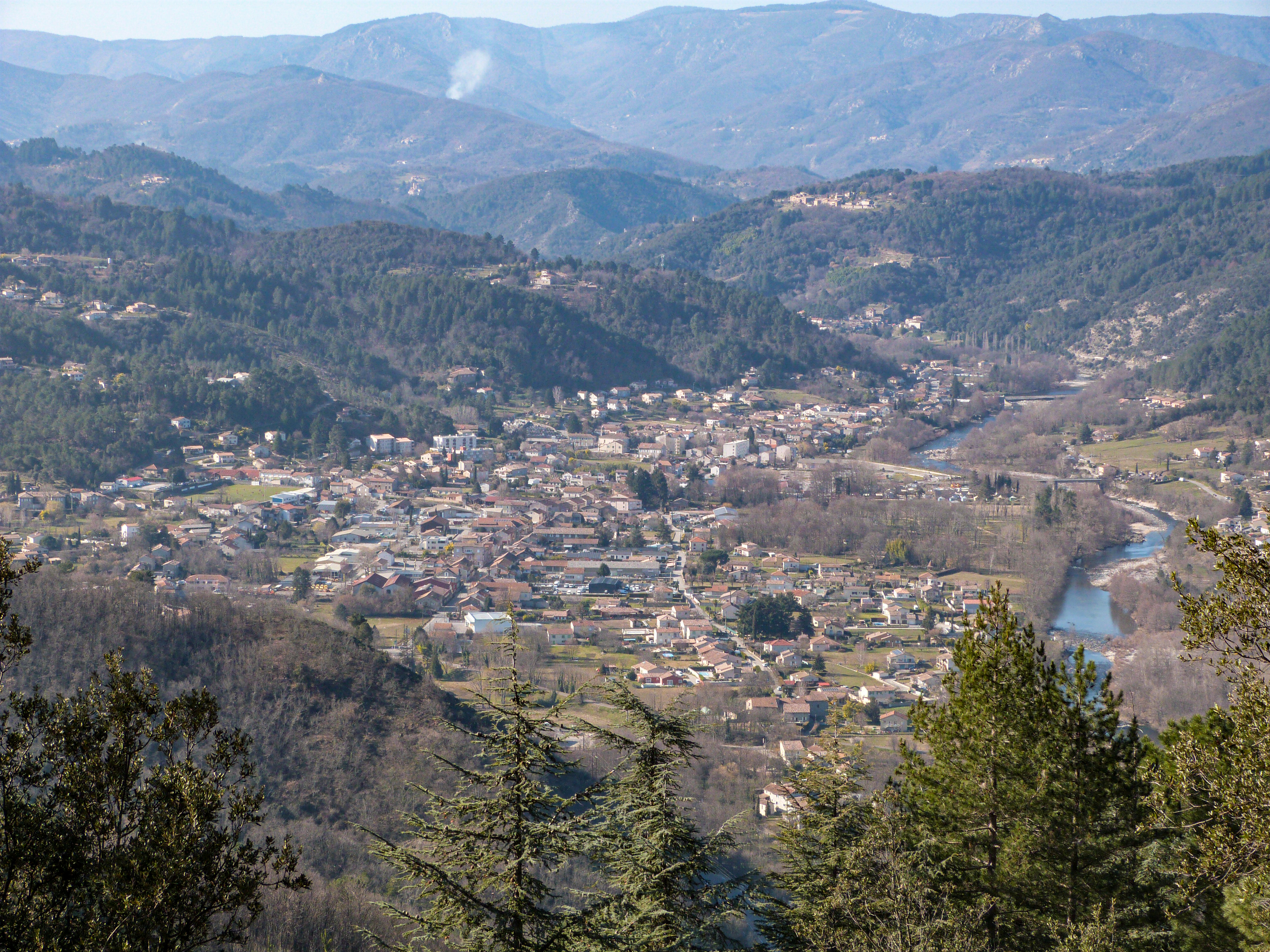
Vue du village depuis une colline.

### Typologie
Au 1er janvier 2024, Lalevade-d'Ardèche est catégorisée bourg rural, selon la nouvelle grille communale de densité à 7 niveaux définie par l'Insee en 2022.
Elle appartient à l'unité urbaine de Lalevade-d'Ardèche, une agglomération intra-départementale dont elle est une commune de la banlieue,. Par ailleurs la commune fait partie de l'aire d'attraction d'Aubenas, dont elle est une commune de la couronne,. Cette aire, qui regroupe 68 communes, est catégorisée dans les aires de 50 000 à moins de 200 000 habitants,.

### Occupation des sols
L'occupation des sols de la commune, telle qu'elle ressort de la base de données européenne d’occupation biophysique des sols Corine Land Cover (CLC), est marquée par l'importance des forêts et milieux semi-naturels (51,6 % en 2018), en diminution par rapport à 1990 (54,5 %). La répartition détaillée en 2018 est la suivante : 
forêts (51,6 %), zones urbanisées (37,8 %), zones agricoles hétérogènes (10,7 %).
L'évolution de l’occupation des sols de la commune et de ses infrastructures peut être observée sur les différentes représentations cartographiques du territoire : la carte de Cassini (XVIIIe siècle), la carte d'état-major (1820-1866) et les cartes ou photos aériennes de l'IGN pour la période actuelle (1950 à aujourd'hui).

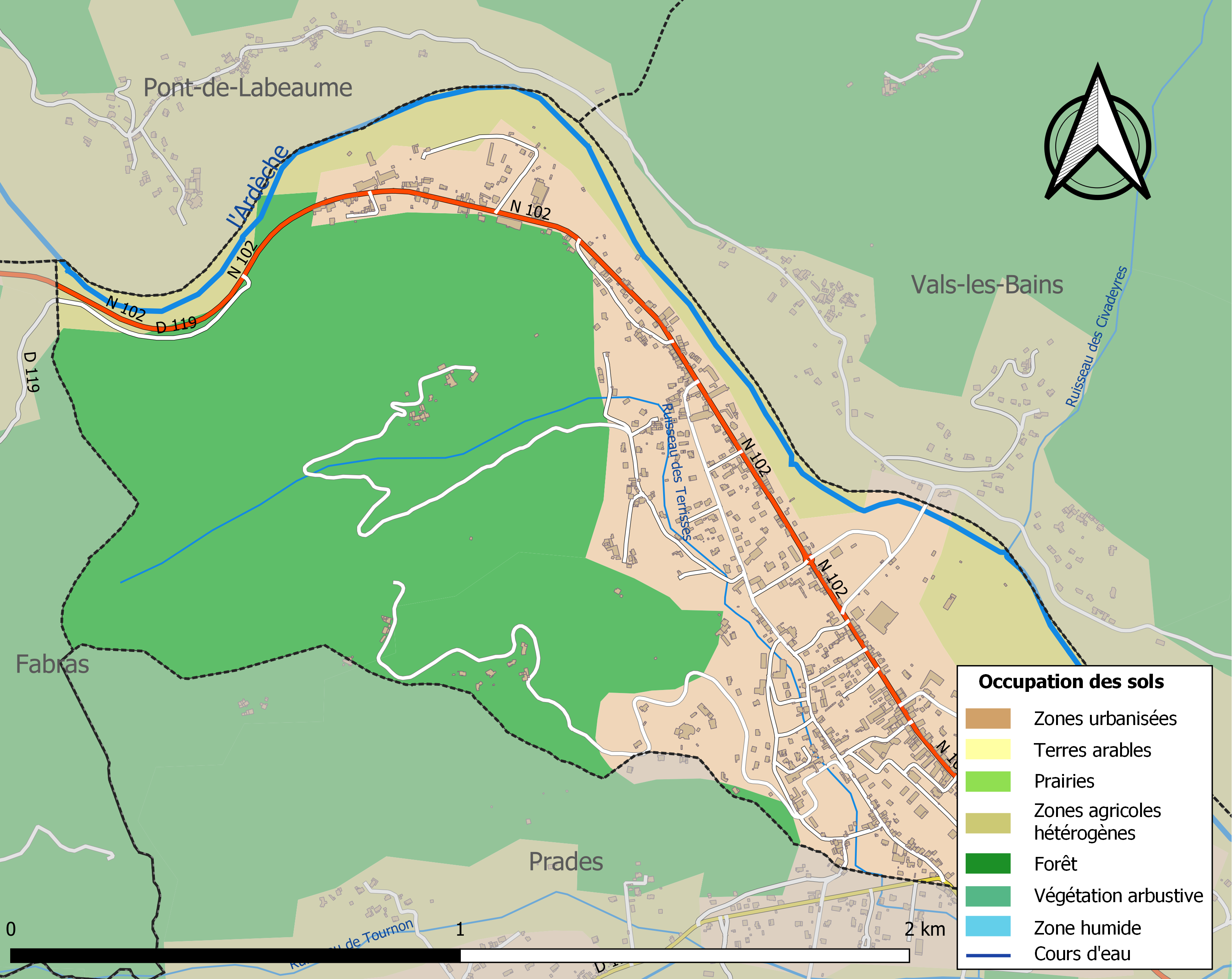
Carte des infrastructures et de l'occupation des sols de la commune en 2018 (CLC).

### Lieux-dits, hameaux et écarts
La Penderie, le Perdu, Allary, le Blanchon, la Chastagnière, l'Hoste du Fau.

### Risques naturels

#### Risques sismiques
L'ensemble du territoire de la commune de Lalevade-d'Ardèche est situé en zone de sismicité no 2 dite faible (sur une échelle de 5), comme la plupart des communes situées sur le plateau et la montagne ardéchoise, mais non loin de limite de la zone de sismicité no 3, dite modérée, située plus à l'est et correspondant la vallée du Rhône.
| Type de zone | Niveau           | Définitions (bâtiment à risque normal) |
| ------------ | ---------------- | -------------------------------------- |
| Zone 2       | Sismicité faible | accélération = 1,1 m/s2                |

## Histoire

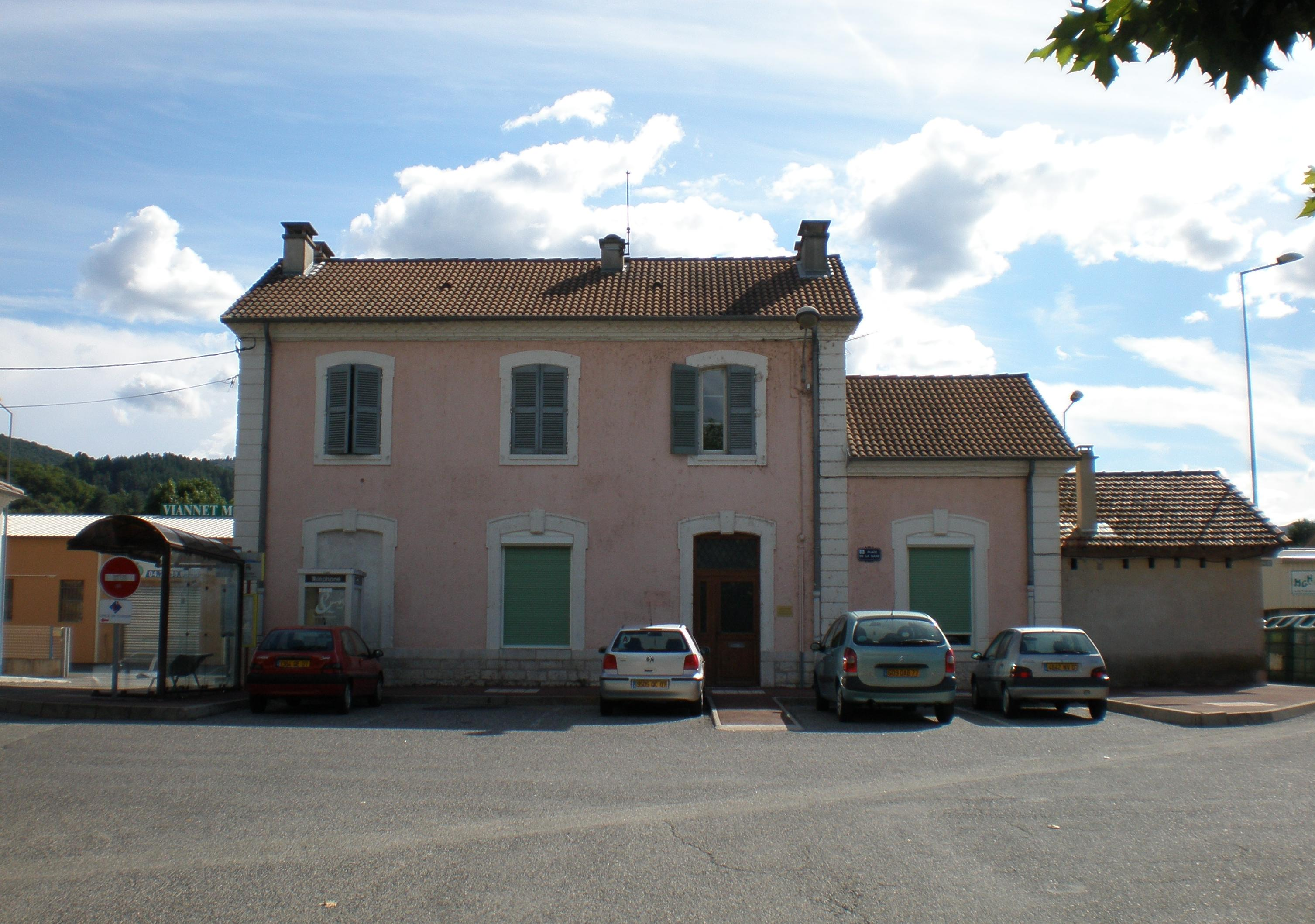
L'ancienne gare de Lalevade d'Ardèche, ancien terminus, aujourd'hui bâtiment municipal.

Située sur le coteau et sur d'anciens lits de galets de la rivière Ardèche, Lalevade tire son nom du mot occitan levada équivalent au français "levée". Une levada était ici à l'origine un barrage de galets, sans ciment, en travers de la rivière. Elle permettait d’amener l’eau vers le "béal" ou la "béalière" (petit canal) qui irriguait les cultures et animait un moulin. Les crues de l'Ardèche n'ont laissé aucune trace matérielle des aménagements les plus anciens. Des barrages cimentés ont remplacé les levées provisoires au cours du XIXe siècle. La force hydraulique a permis l'essor de l'industrie textile à la même époque. Aujourd'hui les béalières de Lalevade sont encore entretenues pour l'irrigation des jardins. Une mini-centrale électrique équipe depuis 2004 le barrage de "La Rosalie".
Administrativement, Lalevade-d’Ardèche est née le 15 décembre 1903, en même temps que Pont-de-Labeaume sa voisine, de la séparation de son chef-lieu Niègles (aujourd'hui hameau de Pont-de-Labeaume), jugé trop haut perché par les habitants. En 1789, Lalevade-d’Ardèche (alors Niègles) produisait 5 000 tonnes de houille par an et contribuait au développement des industries du Vivarais.
Ce charbon trouve son origine dans une enclave de terrain stéphanien (schisto-gréseux) qui offre la plus grande étendue sur les communes de Lalevade et Prades (mine de Champgontier) et qui se prolonge en s'amenuisant en direction de Jaujac (mine de Sénentille) et La Souche. Les mines de Lalevade furent les principales mines de charbon du département avec celles de Banne.
En 1920, on comptait 1 350 habitants à Lalevade-d’Ardèche qui était alors une cité industrielle très active. Grâce à ses mines de charbon, ses usines de tannants, ses importants moulinages et scieries plus de 600 ouvriers trouvaient de l'ouvrage. Aujourd'hui, l'économie est orientée vers le tourisme et les services.
Le 5 mars 1986 le maire Raymond Chalvet est révoqué en Conseil des Ministres; c'est l'un des cas rarissimes de révocation du maire. Il fait appel, sa demande est refusée en conseil d'Etat au motif que sa condamnation à deux ans de prison dont 23 mois avec sursis pour attentat à la pudeur le privait de l'autorité morale nécessaire à l'exercice de son mandat de maire.

## Politique et administration

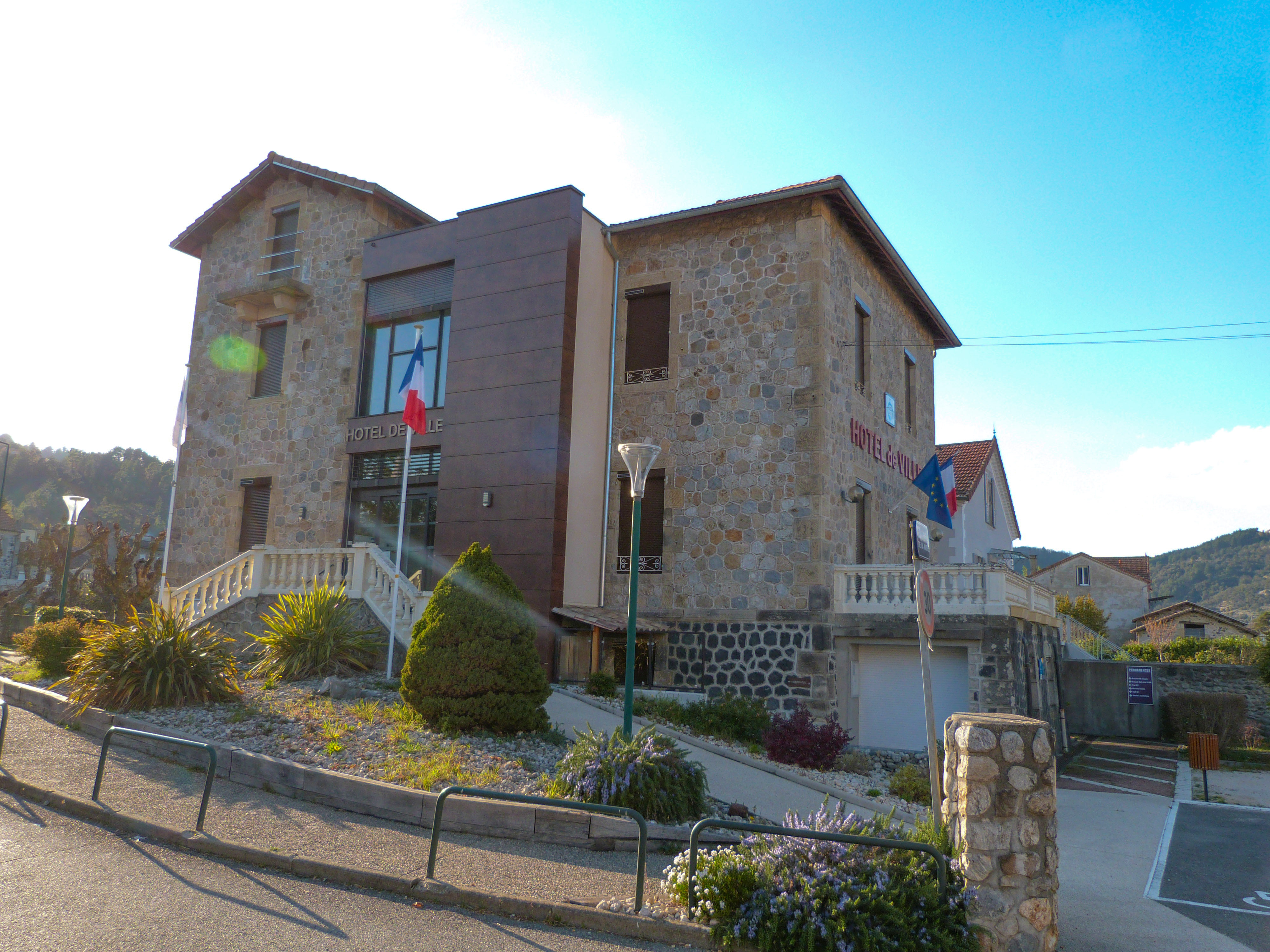
La mairie de Lalevade-d'Ardèche en 2023.

| Période                                                             | Identité                 | Parti | Qualité                                                     |
| ------------------------------------------------------------------- | ------------------------ | ----- | ----------------------------------------------------------- |
| 14 février 1904 - 17 juin 1914                                      | Ernest Beaume            |       |                                                             |
| 17 juin 1914 - 19 mai 1935                                          | Emile Duplan             |       |                                                             |
| 19 mai 1935 - 2 septembre 1941                                      | Fernand Sevenier         |       |                                                             |
| 2 septembre 1941 - 26 août 1944                                     | Joseph Castanier         |       |                                                             |
| 26 août 1944 - 20 mai 1945                                          | Fernand Sevenier         |       |                                                             |
| 20 mai 1945 - 24 février 1952                                       | Fernand Sevenier         |       |                                                             |
| 24 février 1952 - 27 mars 1959                                      | Lucien Perbost           |       |                                                             |
| 27 mars 1959 - 21 mars 1965                                         | Georges Cazotte          | PCF   | Instituteur                                                 |
| 21 mars 1965 - 21 mars 1971                                         | Etienne Sansonnetti      | DVG   | Retraité (Instituteur)                                      |
| 21 mars 1971 - 25 mars 1977                                         | Maurice Marcou           | DVD   | Ingénieur en chef des Ponts et Chaussées Conseiller général |
| 25 mars 1977 - 28 mars 1986                                         | Raymond Chalvet (2 fois) |       | Instituteur                                                 |
| 28 mars 1986 - 18 septembre 1987                                    | René Fenon               |       |                                                             |
| 18 septembre 1987 - 23 mars 2001                                    | Roger Cregut (2 fois)    | NI    | Retraité (Comptable)                                        |
| 23 mars 2001 - 21 mars 2008                                         | Jean-Claude Kieffer      | NI    | Chef d'entreprise                                           |
| 21 mars 2008 - 2009                                                 | Henri Merlet             | PS    | Retraité (Instituteur)                                      |
| septembre 2009 - 2014                                               | Claude Charron           |       | Professeur de Lycée                                         |
| 2014 - 2020                                                         | Eric Orivès              | PS    | Retraité (facteur)                                          |
| 28 mai 2020 - en cours                                              | Dominique Fialon         | NI    | Fonctionnaire territorial                                   |
| La commune est créée par division de la commune de Niègles en 1903. |                          |       |                                                             |

## Population et société

### Démographie
Nom des habitants : Levadois et Levadoises.
L'évolution du nombre d'habitants est connue à travers les recensements de la population effectués dans la commune depuis 1793. Pour les communes de moins de 10 000 habitants, une enquête de recensement portant sur toute la population est réalisée tous les cinq ans, les populations de référence des années intermédiaires étant quant à elles estimées par interpolation ou extrapolation. Pour la commune, le premier recensement exhaustif entrant dans le cadre du nouveau dispositif a été réalisé en 2004.

En 2022, la commune comptait 1 153 habitants, en évolution de +4,82 % par rapport à 2016 (Ardèche : +2,48 %, France hors Mayotte : +2,11 %).
| 1793 | 1800 | 1806 | 1821 | 1831  | 1836  | 1841  | 1846  | 1851  |
| ---- | ---- | ---- | ---- | ----- | ----- | ----- | ----- | ----- |
| 640  | 695  | 766  | 934  | 1 157 | 1 225 | 1 228 | 1 311 | 1 320 |

| 1856  | 1861  | 1866  | 1872  | 1876  | 1881  | 1886  | 1891  | 1896  |
| ----- | ----- | ----- | ----- | ----- | ----- | ----- | ----- | ----- |
| 1 249 | 1 332 | 1 288 | 1 428 | 1 594 | 1 677 | 1 800 | 1 996 | 1 976 |

| 1901  | 1906  | 1911  | 1921  | 1926  | 1931  | 1936  | 1946  | 1954  |
| ----- | ----- | ----- | ----- | ----- | ----- | ----- | ----- | ----- |
| 2 088 | 1 349 | 1 288 | 1 301 | 1 264 | 1 278 | 1 108 | 1 124 | 1 096 |

| 1962  | 1968  | 1975  | 1982  | 1990  | 1999  | 2004  | 2006  | 2009  |
| ----- | ----- | ----- | ----- | ----- | ----- | ----- | ----- | ----- |
| 1 129 | 1 150 | 1 199 | 1 103 | 1 012 | 1 032 | 1 131 | 1 188 | 1 156 |

| 2014  | 2019  | 2022  | - | - | - | - | - | - |
| ----- | ----- | ----- | - | - | - | - | - | - |
| 1 104 | 1 118 | 1 153 | - | - | - | - | - | - |

### Enseignement
La commune est rattachée à l'académie de Grenoble.

### Médias
La commune est située dans la zone de distribution de deux organes de la presse écrite :
- L'Hebdo de l'Ardèche

Il s'agit d'un journal hebdomadaire français basé à Valence et diffusé à Privas depuis 1999. Il couvre l'actualité de tout le département de l'Ardèche.
- Le Dauphiné libéré

Il s'agit d'un journal quotidien de la presse écrite française régionale distribué dans la plupart des départements de l'ancienne région Rhône-Alpes, notamment l'Ardèche. La commune est située dans la zone d'édition d'Annonay-Nord Ardèche.

## Culture et patrimoine

### Lieux et monuments
Église Saint-Joseph de Lalevade-d'Ardèche commencée en 1846 et terminée en 1856.
 
La clé de voûte sous le porche est gravée à la date de 1847.

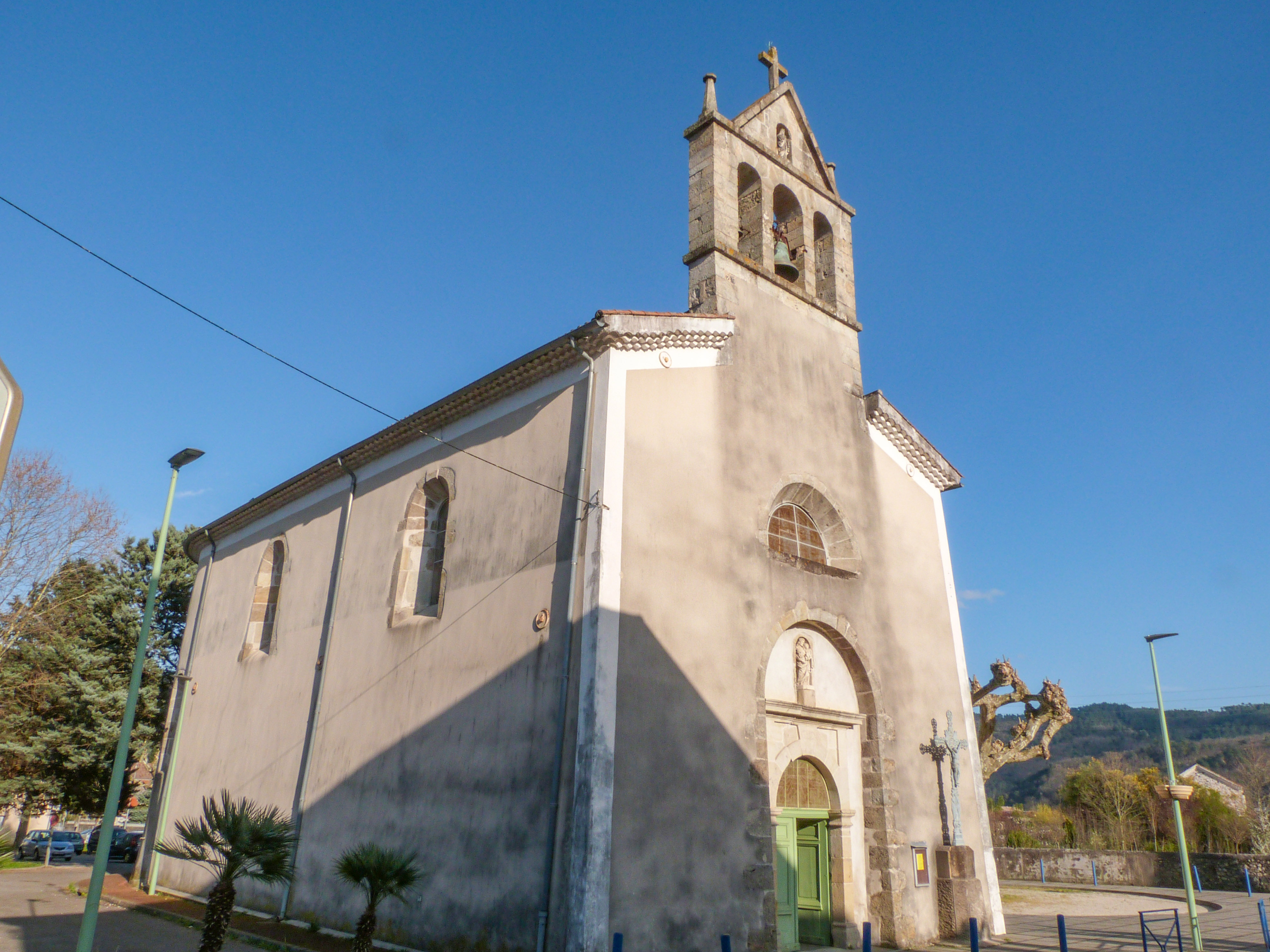
L'église.
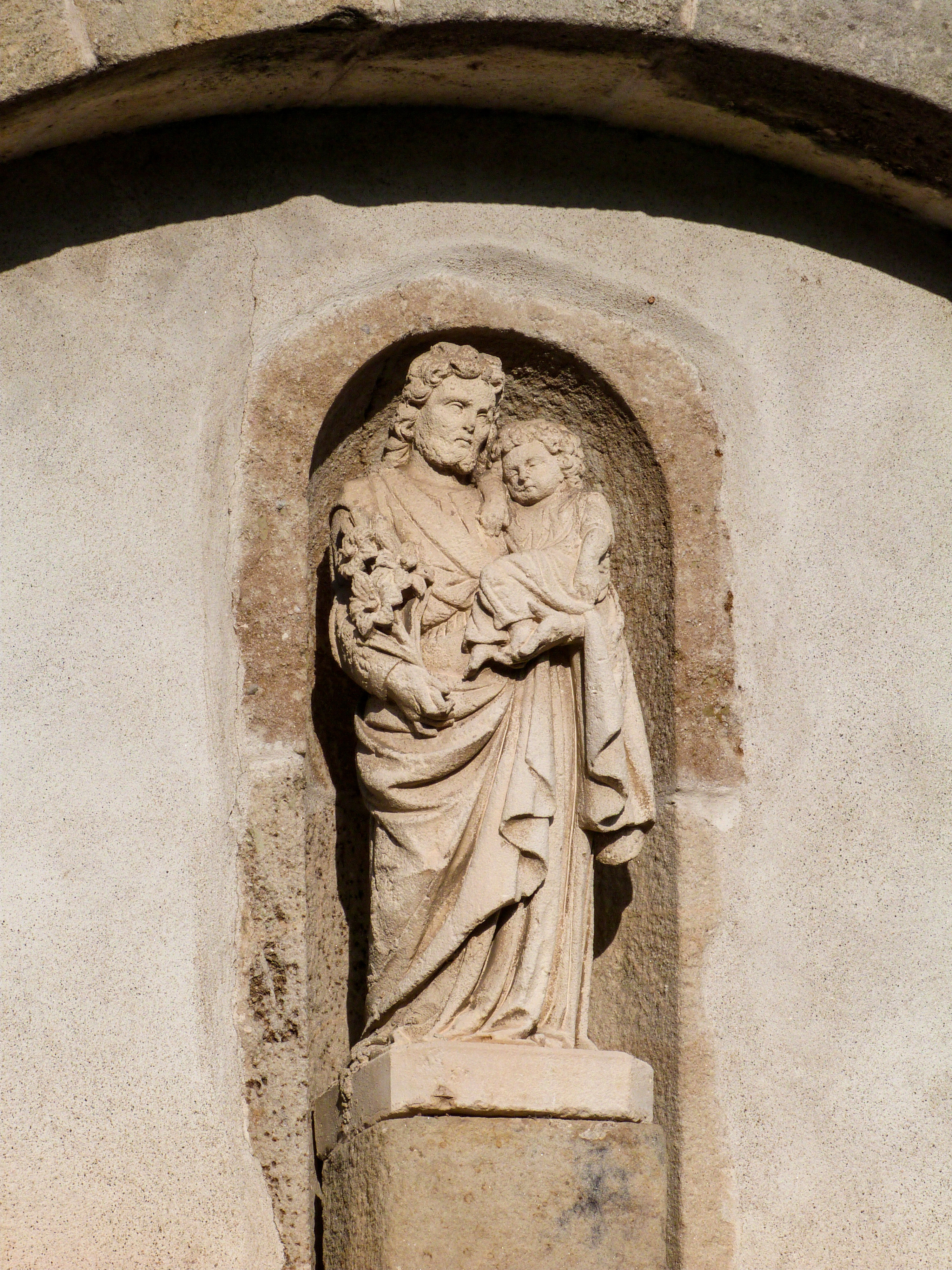
Sculpture au dessus de l'entrée.

### Zones naturelles protégées

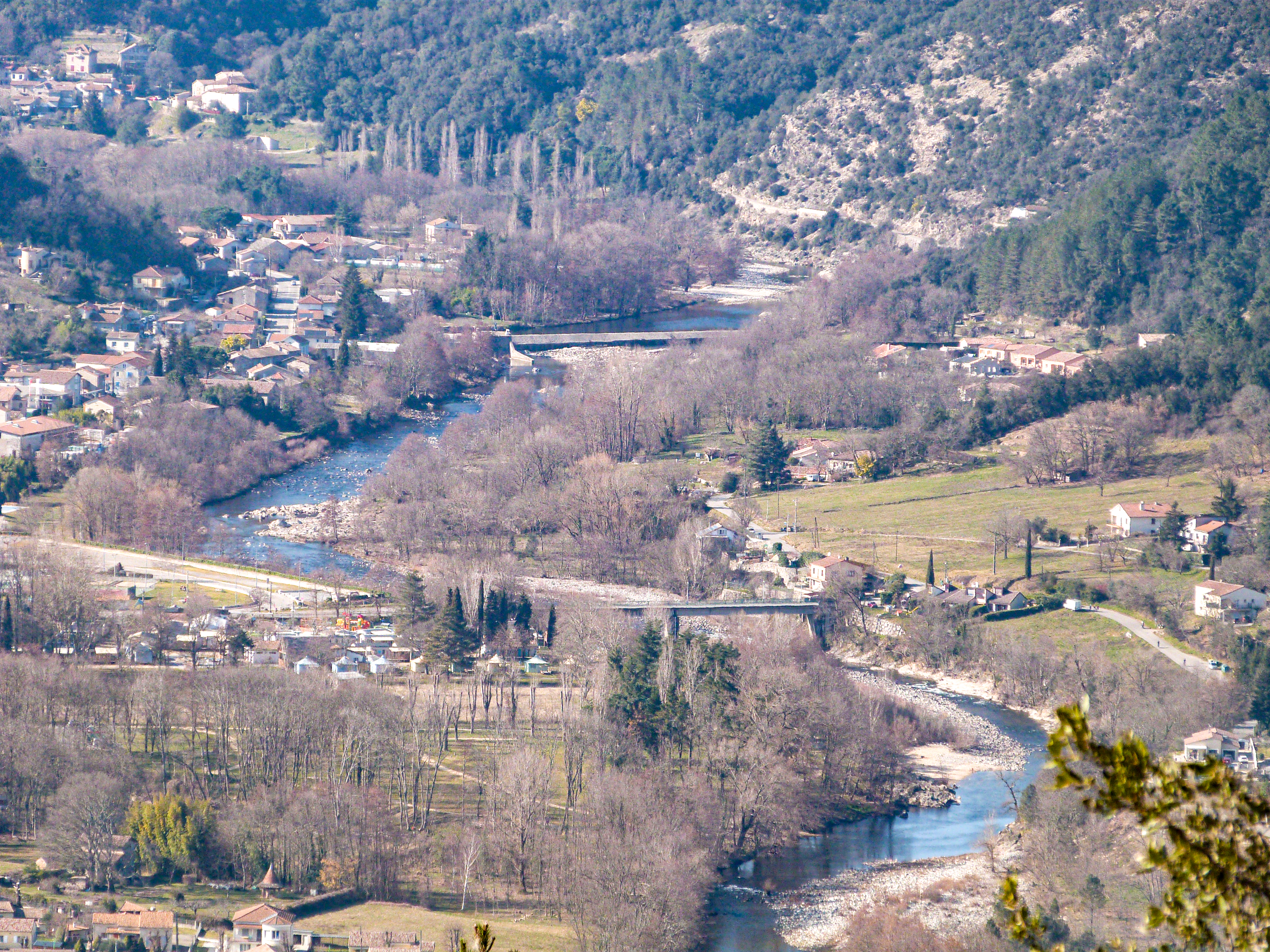
L'Ardèche à Lalevade-d'Ardèche, depuis une colline.

Les rives de l'Ardèche sont classés dans le cadre de la ZNIEFF de type I : Haute-vallée de l'Ardèche